# Ђавено
Ђавено (итал. Giaveno) је насеље у Италији у округу Торино, региону Пијемонт.
Према процени из 2011. у насељу је живело 11540 становника. Насеље се налази на надморској висини од 538 м.

## Становништво
| 1936. | 1951. | 1961. | 1971.  | 1981.  | 1991.  | 2001.  | 2011.  |
| ----- | ----- | ----- | ------ | ------ | ------ | ------ | ------ |
| 8.652 | 8.835 | 8.526 | 10.641 | 11.530 | 12.864 | 14.554 | 16.281 |

## Партнерски градови
- Новска
- Шеврез
- Saint-Jean-de-Maurienne
- Brinkmann